# Alfredo Rota
Alfredo Rota (n. 21 iulie 1975, Milano, Italia) este un scrimer italian, medaliat olimpic. A participat la 3 ediții ale Jocurilor Olimpice (2000, 2004, 2008) în care a câștigat o medalie de bronz.